# Valleviken
Valleviken is een plaats in de gemeente, landschap en eiland Gotland en de provincie Gotlands län in Zweden. De plaats heeft 126 inwoners (2005) en een oppervlakte van 32 hectare.